# Hannes Trinkl
Hannes Trinkl, född den 1 februari 1968 i Windischgarsten, Österrike, är en österrikisk utförsåkare.
Han tog OS-brons i herrarnas störtlopp i samband med de olympiska utförstävlingarna 1998 i Nagano.